# Bromus meyeri
Bromus meyeri är en gräsart som beskrevs av Jason Richard Swallen. Bromus meyeri ingår i släktet lostor, och familjen gräs. Inga underarter finns listade i Catalogue of Life.